# Bundesstraße 36
De Bundesstraße 36 (ook wel B36) is een bundesstraße in Duitsland die loopt door de deelstaat Baden-Württemberg.
De B36 begint bij Mannheim en loopt verder langs de steden Hockenheim, Graben-Neudorf, Karlsruhe naar Rastatt. De B36 is ongeveer 56 km lang.

## Routebeschrijving
De B36 begint in het centrum van Mannheim op de afrit Parkring met de B37 en de B38 en loopt in oostelijke richting door de stad naar het oosten en kent bij de afritMannheim-Neuhermsheim, de aansluiting van de B38a. Vanaf hier lopen de B36 en de B38a samen naar de afrit Casterfeldstraße waar de B36 in zuidoostelijke richting mee meeloopt en uiteindelijk bij de aansluiting Mannheim/Schwetzingen aansluit op de A6.
Vervanging
Tussen de afrit Mannheim/Schwetzingen en de aansluiting Graben-Neudorf is de B36 vervangen door de A6 A5  en de B35.
Voortzetting
De B36 begint weer op de afrit Graben-Neudorf met de B35 en loopt in zuidelijke richting, kruist het riviertje de Pfinz, loopt langs Linkenheim-Hochstetten, Eggenstein-Leopoldshafen en komt in de stad Karlsruhe waar ze de B10 kruist. De weg loopt in zuidelijke richting de stad uit, komt door Rheinstetten, Durmersheim, langs Bietigheim, Ötigheim en eindigt ten noorden van Rastatt op een kruising met de B3.
B2 · B2a · B2R · B3 · B4 · B4R · B8 · B10 · B11 · B12 · B13 · B13n · B14 · B15 · B15n · B16 · B17 · B18 · B19 · B20 · B21 · B22 · B23 · B25 · B26 · B26a · B27 · B28 · B28a · B29 · B30 · B31 · B31a · B32 · B33 · B33a · B34 · B35 · B36 · B37 · B38 · B38a · B39 · B44 · B45 · B47 · B85 · B89 · B131n · B173 · B276 · B278 · B279 · B285 · B286 · B287 · B289 · B290 · B291 · B292 · B293 · B294 · B295 · B296 · B297 · B298 · B299 · B300 · B301 · B302 · B303 · B304 · B305 · B306 · B307 · B308 · B309 · B310 · B311 · B312 · B313 · B314 · B315 · B316 · B317 · B318 · B319 · B340 · B378 · B388 · B415 · B425 · B426 · B462 · B463 · B464 · B465 · B466 · B467 · B468 · B469 · B470 · B471 · B472 · B491 · B492 · B500 · B505 · B512 · B523 · B532 · B533 · B535 · B588 · B999